# Chrysobothris parapiuta
Chrysobothris parapiuta es una especie de escarabajo del género Chrysobothris, familia Buprestidae. Fue descrita científicamente por Knull en 1938.